# 张秀龄
张秀龄（1914年—？），河北唐山人，中国画家，中央文史研究馆馆员。齐白石弟子。
1939年毕业於北京国立艺专（中央美术学院的前身）西画系。後隨齐白石兼学國畫。齐白石曾在题款中寫道：「画翎毛，秀龄女弟子过我」。

## 家庭
丈夫是历史学家、语言学家冯家昇。